# Timm Herzbruch
Timm Herzbruch (* 7. Juni 1997 in Essen) ist ein deutscher Hockey-Nationalspieler. 
Timm Herzbruch spielt für den Verein Uhlenhorst Mülheim. 2016 wurde er deutscher Hallenmeister, 2018 und 2019 gewann er den Freiluft-Titel.
2015 war er mit der A-Jugend Europameister. Im gleichen Jahr debütierte er auch in der Herren-Nationalmannschaft, für die er bislang 120 Länderspiele bestritt, davon 13 in der Halle. (Stand 12. Juni 2024) Bei der Hallenhockey-Europameisterschaft 2016 gewann die deutsche Mannschaft den Titel, Timm Herzbruch wurde als bester Spieler und mit elf Treffern erfolgreichster Torschütze des Turniers ausgezeichnet. Bei den Olympischen Sommerspielen 2016 in Rio de Janeiro errang Herzbruch mit der deutschen Team die Bronzemedaille. 2021 wurde Herzbruch mit der deutschen Mannschaft Zweiter der Europameisterschaft in Amstelveen. Bei den Olympischen Spielen in Tokio belegten die Deutschen den zweiten Platz in ihrer Vorrundengruppe. Nach ihrer Halbfinalniederlage gegen die Australier verloren die Deutschen das Spiel um den dritten Platz mit 4:5 gegen die indische Mannschaft.
Herzbruch erhielt am 1. November 2016 das Silberne Lorbeerblatt.
Timm Herzbruch ging zur Luisenschule in Mülheim an der Ruhr. Danach studierte er BWL.